# Stan układu
Stan układu – jedno z pojęć w teorii układów dynamicznych i teorii sterowania.

## Stan układu a wejścia i wyjścia układu
Pytając o stan danego układu (obiektu), żąda się ścisłej informacji ilościowej, umożliwiającej określenie co dzieje się z układem w danej chwili (nawet jeśli nie jest on poddany żadnym oddziaływaniom zewnętrznym) i jak może się on zachowywać w najbliższej przyszłości. Stan charakteryzuje układ odznaczający się pewnego rodzaju pamięcią, tzn. stan zawiera informację zakumulowaną z całej przeszłości układu, aż do danej chwili, i nie może ulegać nagłym, skokowym zmianom. W wypadku większości układów (poza najprostszymi) wyjście układu {\displaystyle y} w chwili {\displaystyle t_{n}} zależy nie tylko od wejścia układu {\displaystyle u} w chwili {\displaystyle t_{n},} ale także od przeszłych wejść układu (we wszystkich chwilach {\displaystyle t_{i},} gdzie {\displaystyle t_{i}<t_{n}}). Całkowity wpływ na układ minionych wartości wejść jest reprezentowany przez pojęcie stanu wewnętrznego układu. Dzięki wprowadzeniu tego pojęcia upraszcza się analizę układu, bowiem by wyznaczyć wyjście układu {\displaystyle y} w chwili {\displaystyle t_{n}} wystarczy znać tylko dwie wielkości: wejścia układu {\displaystyle u} w chwili bieżącej oraz stan układu {\displaystyle x} w tej samej chwili.

## Zmienne stanu
Stan układu jest jego zmienną wewnętrzną, gdyż można go określić tylko pośrednio. Zmienne stanu są związane z istnieniem elementów magazynujących (na przykład energię potencjalną czy kinetyczną, jak sprężyna albo kondensator), więc ich liczba jest równa liczbie niezależnych elementów magazynujących. Elementy te zachowują się jak elementy całkujące (integratory). W ciągłych układach sterowania integratory służą jako urządzenia zapamiętujące, dlatego ich sygnały wyjściowe mogą być rozważane jako zmienne, które definiują wewnętrzny stan układu.
W układach dynamicznych można wyróżnić przynajmniej jedną zmienną stanu, natomiast w układach statycznych nie można określić ani jednej zmiennej stanu, ponieważ nie posiadają one elementów magazynujących, a jedynie elementy rozpraszające energię. Układy dynamiczne o nieskończonej liczbie zmiennych stanu nazywa się układami o parametrach rozłożonych.
Wybór zmiennych stanu jest w gruncie rzeczy arbitralny. Zbiór zmiennych stanu opisujący układ liniowy nie ma charakteru unikalnego – można wybrać inne zmienne i znaleźć transformację, która tak powstały zbiór łączy z poprzednim zbiorem (zobacz też: niejednoznaczność opisu równaniami stanu). Każdy taki zbiór będzie składał się ze składników liniowo niezależnych (zmienne stanu {\displaystyle x_{1},x_{2},\dots ,x_{n}} są liniowo niezależne, jeśli równanie {\displaystyle k_{1}x_{1}+k_{2}x_{2}+\ldots k_{j}x_{j}+\ldots +k_{n}x_{n}=0} spełnione jest dla wszystkich {\displaystyle x_{j}} tylko, gdy każdy współczynnik {\displaystyle k_{j}=0}).

## Wektor stanu i przestrzeń stanów
Pojęcie wektora stanu jest uogólnieniem w stosunku do pojedynczej zmiennej stanu. Jeśli układ jest opisany tylko jedną zmienną stanu, to jej wartości są reprezentowane przez liczby skalarne (rzeczywiste). W przypadku większej liczby zmiennych stanu nie można określić konkretnego stanu za pomocą jednej liczby, lecz za pomocą zbioru liczb reprezentujących wartości poszczególnych zmiennych. Można to interpretować w taki sposób, że stan ma sens wektora określonego w przestrzeni stanów {\displaystyle n}-wymiarowej, jeśli istnieje {\displaystyle n} zmiennych stanu. Osiami (współrzędnymi) przestrzeni stanów są więc poszczególne współrzędne (zmienne) stanu, a każdy punkt przestrzeni stanów reprezentuje określony stan rozumiany jako zbiór wartości wszystkich zmiennych stanu układu. Można więc zapisać symbolicznie wektor stanu układu o {\displaystyle n} zmiennych stanu {\displaystyle x_{1},x_{2},\dots ,x_{n}} jako {\displaystyle \mathbf {x} =[x_{1},x_{2},\dots ,x_{n}].} Liczba {\displaystyle n} zmiennych stanu określa wymiar wektora stanu, a zarazem rząd układu dynamicznego.

## Macierz przejścia stanu
Stan układu przedstawiany jest zwykle jako wektor {\displaystyle \mathbf {x} =[x_{1},x_{2},\dots ,x_{n}]\in R^{n}} i reprezentuje pamięć układu. Znając stan układu oraz sterowanie można określić stan, który osiągnie układ po zadanym czasie.
Dla układu regulacji opisanego układem równań różniczkowych przyjmuje on postać:
{\displaystyle x(t)=e^{tA}x(0)+\int _{0}^{t}{e^{(t-r)A}Bu(r)\;dr},}
gdzie:
{\displaystyle e^{tA}x(0)} – składowa swobodna zależna od warunków początkowych,
{\displaystyle \int _{0}^{t}{e^{(t-r)A}Bu(r)\;dr}} – składowa wymuszona, która jest splotem odpowiedzi impulsowej i wejścia.